# 大垣市西部研修センター
大垣市西部研修センター（おおがきしせいぶけんしゅうセンター）は、岐阜県大垣市桧町にある公共施設（産業系施設）。

## 概要
- 農業者の多目的研修、地域社会の形成を目的とした施設である[2]。1986年（昭和61年）竣工[1]。
- 2007年（平成19年）1月から大垣市役所西部サービスセンターを併設[3][4]。2021年（令和3年）4月からは大垣市静里地区センターを併設する[1][5]。

## 施設
- 多目的ホール
- 第一研修室
- 第二研修室
- 第一会議室
- 第二会議室
- 調理実習室
- 食品加工室

## 利用案内
- 開館時間：8:30 - 21:00[6]。
- 休館日：木曜日、祝日の翌日(その日が日曜日または木曜日にあたるときは、その翌日)、年末年始（12月29日から1月3日）[6]

## 交通アクセス
- 名阪近鉄バス「中曽根」バス停下車、徒歩約10分。
  - 大垣駅（大垣駅前バスのりば）より稲葉線「稲葉団地」、荒崎線「十六町」行き
- 東海道本線（赤坂支線）荒尾駅下車、徒歩約30分。

## 周辺施設
- 大垣市立西部中学校
- 太平洋工業本社